# Oceannik białobrewy
Oceannik białobrewy (Pelagodroma marina) – gatunek średniej wielkości ptaka oceanicznego z rodziny oceanników (Oceanitidae). Nie jest zagrożony wyginięciem.

## Występowanie i biotop
Występuje na rozległym obszarze oceanu na północ i południe od równika (w izolowanych populacjach). Gniazduje w koloniach m.in. na Maderze i Wyspach Selvagens. Poza okresem lęgowym rzadko obserwowany w pobliżu lądu.

## Systematyka
Jedyny przedstawiciel rodzaju Pelagodroma. Wyróżnia się sześć podgatunków P. marina, które w sezonie lęgowym zamieszkują:
- P. m. hypoleuca (Webb, Berthelot & Moquin-Tandon, 1842) – Madera i Wyspy Kanaryjskie
- P. m. eadesorum Bourne, 1953 (syn. P. m. eadesi) – Wyspy Zielonego Przylądka
- P. m. marina (Latham, 1790) – oceannik białobrewy[4] – wyspy Tristan da Cunha i Gough
- P. m. dulciae Mathews, 1912 – wyspy u południowych wybrzeży Australii
- P. m. maoriana Mathews, 1912 – wyspy Stewart, Auckland, Chatham i inne wyspy należące do Nowej Zelandii
- P. m. albiclunis Murphy & Irving, 1951 – oceannik wulkaniczny[4] – wyspy Kermadec

## Morfologia

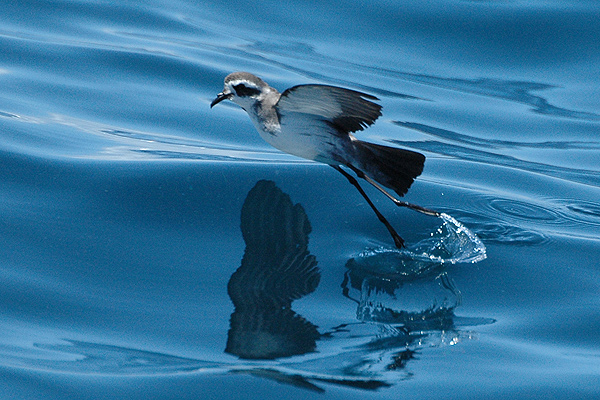
Oceannik białobrewy sfotografowany w zatoce Hauraki w Nowej Zelandii

Długość ciała 18–21 cm; rozpiętość skrzydeł 41–44 cm. Upierzenie grzbietu szarobrązowe z szarym kuprem, spód biały. Długie nogi. Charakterystyczne białe plamy po bokach głowy, przedzielone ciemnym pasem. Brak dymorfizmu płciowego.

## Ekologia i zachowanie

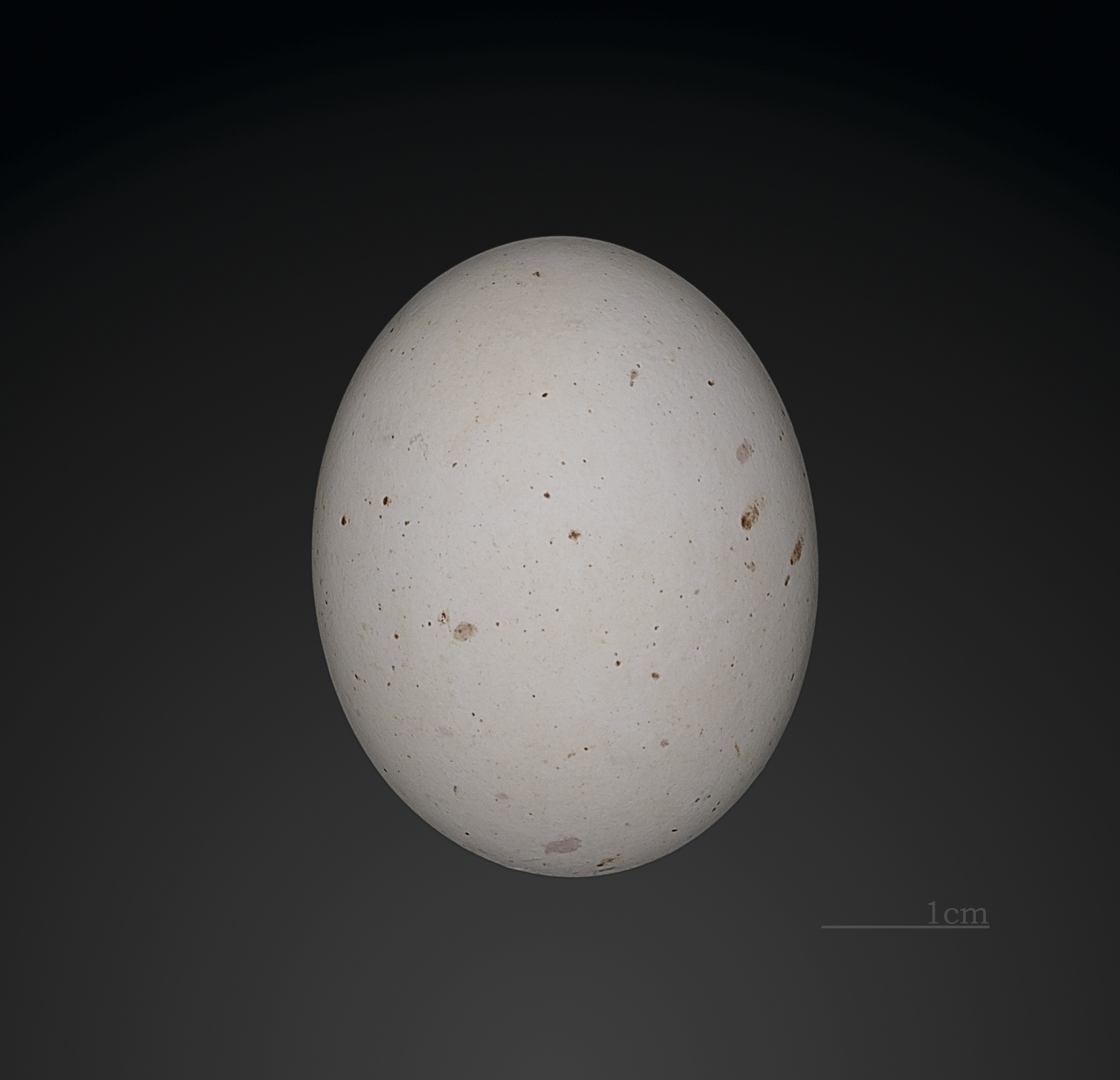
Jajo z kolekcji muzealnej

### Tryb życia
Ptak przystosowany do życia na otwartym oceanie – zazwyczaj gromadzi się w pobliżu miejsc przebywania stad waleni i delfinów, których obecność pomaga w zdobyciu pożywienia.

### Pożywienie
Pokarm stanowi plankton i małe ryby.

### Lęgi
Samica składa 1 białe jajo w podziemnej jamie. Nory lęgowe odwiedzane są przez ptaki w nocy. Lęgi oceanników białobrewych są narażone ze strony gryzoni (myszy i szczurów) zawleczonych przez człowieka, które płoszą wysiadujące ptaki, rabują jaja lub nawet pisklęta. W wyniku zagrożenia ze strony gryzoni ptaki przeniosły się na niewielkie pionowe skały wystające wprost z morza.

## Status i ochrona
Międzynarodowa Unia Ochrony Przyrody (IUCN) uznaje oceannika białobrewego za gatunek najmniejszej troski (LC – Least Concern) nieprzerwanie od 1988 roku. W 2004 roku szacowano liczebność światowej populacji na co najmniej 4 miliony osobników. Globalny trend liczebności populacji uznawany jest za spadkowy ze względu na drapieżnictwo introdukowanych gatunków ssaków.